# Орден Нахімова (Російська Федерація)
Це стаття про державну нагороду Російської Федерації. Про орден СРСР див.: Орден Нахімова.
Орден Нахімова (рос. орден Нахимова) — державна нагорода Російської Федерації.

## Історія нагороди
- Указом Президії Верховної Ради Російської Федерації № 2424-I від 2 березня 1992 року «Про державні нагороди Російської Федерації»[1] радянські ордени Суворова, Ушакова, Кутузова, Нахімова та Олександра Невського були збережені у системі нагород Російської Федерації до прийняття Закону про державні нагороди. Указ був затверджений 20 березня 1992 року Постановою Верховної Ради Російської Федерації № 2557-I.[2] Проте, ці ордени як державні нагороди Російської Федерації не мали статутів й офіційного опису до 2010 року.
- Указом Президента Російської Федерації від 7 вересня 2010 року № 1099 «Про заходи щодо вдосконалення державної нагородної системи Російської Федерації»[3] затверджені нині діючі статут та опис ордену.
- 28 липня 2012 року першим орденом Нахімова був нагороджений важкий атомний ракетний крейсер «Петро Великий»[4].

## Статут ордена
1. Орденом Нахімова нагороджуються офіцери Військово-Морського Флоту:
- за успіхи у розробці, проведенні та забезпеченні операцій, бойових дій угруповань сил (військ) Військово-Морського Флоту самостійно і у складі угруповань військ (сил), в результаті яких успішно відображені наступальні дії противника і нанесені йому значні втрати;
- за вміло організовані і проведені операції та бойові дії сил (військ) Військово-Морського Флоту у взаємодії з угрупуваннями військ інших видів Збройних Сил Російської Федерації, в результаті яких здійснено розгром переважаючих сил противника;
- за вміло організовані і проведені протидесантні дії, в результаті яких завдано поразки і зірвана висадка морського десанту противника;
- за успішне проведення активних дій з висадки десанту, забезпеченню операцій сил флоту на морі, в результаті яких досягнуто мети проведених дій;
- за успішне виконання бойового завдання, виявлену при цьому особисту хоробрість, що призвели до поразки сил флоту противника, знищення його берегових об'єктів, порушення комунікацій.

2. Орденом Нахімова можуть бути також нагороджені військові частини, що брали участь в забезпеченні успішної військово-морської операції.
3. Орденом Нахімова можуть також нагороджуватися іноземні громадяни — військовослужбовці військ союзників з числа офіцерського складу, які брали участь нарівні з військовослужбовцями Російської Федерації в організації та проведенні спільної успішної операції коаліційних угруповань військ (сил).
4. Нагородження орденом Нахімова може бути проведено посмертно.

### Порядок носіння
- Знак ордена Нахімова носиться на лівій стороні грудей і за наявності інших орденів Російської Федерації розташовується після знака ордена Кутузова.
- Для особливих випадків і можливого повсякденного носіння передбачено носіння мініатюрної копії знака ордена Нахімова, яка розташовується після мініатюрної копії знака ордена Кутузова.
- При носінні на форменому одязі стрічки ордена Нахімова на планці вона розташовується після стрічки ордена Кутузова.

## Опис ордена
- Знак ордена Нахімова являє собою покритий синьою емаллю срібний чотирикінцевий прямий хрест з кінцями, що розширюються. По краях хреста — вузький опуклий рант.
- Хрест накладено на чотирипроміневу зірку, промені якої виходять між кінцями хреста і завершуються лапами якорів, що з'єднують кінці хреста. Промені зірки покриті рубіновою емаллю.
- На хрест накладено срібний медальйон, обрамлений якірним ланцюгом. Медальйон покритий синьою емаллю і має вузький кручений опуклий рант. У полі медальйона — погрудний портрет П. С. Нахімова в профіль, звернений вліво, що спирається на лаврово-дубову гілку.
- По колу медальйона, у верхній частині, — напис прямими рельєфними літерами: «АДМИРАЛ НАХИМОВ».
- Відстань між протилежними кінцями хреста — 40 мм, між протилежними променями зірки — 45 мм. На зворотному боці знака — номер знака ордена.
- Знак ордена за допомогою вушка і кільця з'єднується з п'ятикутною колодкою, обтягнутою шовковою, муаровою стрічкою.
- Стрічка оранжевого кольору шириною 24 мм. По краях стрічки — чорна облямівка, в центрі — чорна смуга. Ширина облямівки — 2 мм, смуги — 4 мм.
- Мініатюрна копія знака ордена Нахімова носиться на колодці. Відстань між кінцями хреста — 15,4 мм, висота колодки від вершини нижнього кута до середини верхньої сторони — 19,2 мм, довжина верхньої сторони — 10 мм, довжина кожної з бічних сторін — 16 мм, довжина кожної із сторін, що утворюють нижній кут , — 10 мм.
- При носінні на форменому одязі стрічки ордена Нахімова використовується планка висотою 8 мм, ширина стрічки — 24 мм.